# 永島四郎
永島 四郎（ながしま しろう、1894年 - 1963年）は、日本のフラワーデザイナー、華道家。日本のフラワーデザイン（花卉装飾）における先駆者。

## 概略
長野県埴科郡松代町（現長野市）出身。1921年、千葉県立園芸専門学校（現千葉大学園芸学部）卒業、東洋園芸株式会社に入社。1922年、欧米の花卉装飾の研究のため渡米、翌年帰国。帰国後の永島の作風は、西洋で得たものに日本人の持つ「わびさび」の心を併せ持った独特のものとなり、日本文化の西洋化の一端を担うこととなった。1935年、東京・銀座に「婦人公論花の店」を開店（戦争により1944年に閉店）。1951年、第一園芸株式会社取締役に就任。
｢花卉装飾には冨の裏づけが必要である」という名言を残した。弟子に山本晃などがいる。

## 著書
- 『花のデザイン』 新樹社、1957年
- 『新しい日本の花卉装飾』 新樹社、1963年